# (5584) Izenberg
(5584) Izenberg (1989 KK) – planetoida z pasa głównego asteroid okrążająca Słońce w ciągu 4,37 lat w średniej odległości 2,67 j.a. Odkryta 31 maja 1989 roku.